# 대한민국 형사소송법 제148조
대한민국 형사소송법 제148조는 근친자의 형사책임과 증언거부에 대한 형사소송법의 조문이다. 대한민국 헌법 제12조의 자기부죄거부특권을 보장하기 위한 조항으로 재판장이 신문 전에 이 조에 따른 증언거부권을 고지하여야 한다

## 조문
제148조(근친자의 형사책임과 증언거부) 누구든지 자기나 다음 각 호의 1에 해당한 관계있는 자가 형사소추 또는 공소제기를 당하거나 유죄판결을 받을 사실이 발로될 염려있는 증언을 거부할 수 있다.  <개정 2005.3.31.>
1. 친족 또는 친족관계가 있었던 자
2. 법정대리인, 후견감독인

第148條(近親者의 刑事責任과 證言拒否) 누구든지 自己나 다음 各 號의 1에 該當한 關係있는 者가 刑事訴追 또는 公訴提起를 當하거나 有罪判決을 받을 事實이 發露될 念慮있는 證言을 拒否할 수 있다.  <개정 2005.3.31.>
1. 친족 또는 친족관계가 있었던 자
2. 法定代理人, 後見監督人

## 사례
- 조국 전 국회의원과 정경심 동양대 교수 부부에 대한  재판에서 딸 조민씨가 증인으로 출석해 본 조에 따른 증언거부를 한 적 있다[3]
- 조국은 부인 정경심 교수 27차 공판에서 "이 법정의 피고인은 제 배우자이며, 제 자식의 이름도 공소장에 올라 있습니다. 이 법정은 아니지만 저는 배우자의 공범으로 기소돼 재판이 진행중입니다. 이런 상황에서 저는 이 법정에서 진행되는 검찰의 신문에 대해 형사소송법 148조가 부여한 권리를 행사하고자 합니다. 저는 친족인 증인이자 피고인인 증인이기 때문입니다. 저는 형사법학자로서 진술거부권의 역사적 의의와 중요성을 역설해왔습니다. 그러나 우리사회에는 여전히 이러한 권리 행사에 편견이 있습니다. 다른 자리도 아닌 법정에서는 그러한 편견이 작동하지 않길 바랍니다. 이상입니다"라고 주장하며 본 조에 따른 진술거부권을 사용한 바 있다[4]

## 참고 문헌
- 손동권 신이철, 새로운 형사소송법(초판, 2013), 세창, 2013. ISBN 9788984114081

## 같이 보기
- 증언